# NGC 3693
NGC 3693 is een spiraalvormig sterrenstelsel in het sterrenbeeld Beker. Het hemelobject werd op 27 maart 1786 ontdekt door de Duits-Britse astronoom William Herschel.

## Synoniemen
- MCG -2-29-32
- NPM1G -12.0359
- IRAS 11256-1255
- PGC 35299